# Навколоземні астероїди

Схематичне зображення орбіт астероїдів груп Атона, Аполлона та Амура, на тлі орбіти Землі (позначена синім).

Навколоземні астероїди (англ. Near-Earth asteroids (NEA)) — астероїди з перигелієм не далі 1,3 а. о. від Сонця, тобто неподалік орбіти Землі (не плутати із навколоземною орбітою). Завдяки незначному віддаленню від Сонця їх поверхня містить здебільшого компоненти, що не випаровуються. Перший навколоземний астероїд — 433 Ерос — було відкрито 18 серпня 1898 року. Станом на травень 2014 року відомо 10 968 подібних об'єктів діаметром понад 50 м, зокрема 820 великих (діаметром понад 1 км). Найбільший астероїд цього сімейства — 1036 Ганімед діаметром прибл. 32 км.
Деякі навколоземні астероїди (NEA) насправді є виродженими кометами. Це колишні комети, які втратили свої леткі речовини, через що більше не мають характерної газово-пилової оболонки. Проте деякі з них інколи можуть утворювати слабкий або періодичний кометоподібний хвіст. Це не завжди означає, що такий об'єкт варто класифікувати як комету, тому межа між астероїдами та кометами залишається дещо розмитою. Більшість навколоземних астероїдів не мають кометного походження. Вони утворилися в головному поясі астероїдів між Марсом і Юпітером, але згодом їхні орбіти змінилися під впливом гравітації Юпітера. Це змусило їх наблизитися до внутрішньої частини Сонячної системи, де вони можуть перетинати орбіту Землі.
Деякі астероїди мають природні супутники, які ще називають місяцями малих планет. Станом на грудень 2024 року астрономи виявили, що 104 навколоземні астероїди мають принаймні один супутник, а п'ять із них — навіть по два. Наприклад, астероїд 3122 Флоренс, один із найбільших потенційно небезпечних астероїдів, має діаметр 4,5 км. Коли астероїд наблизився до Землі у 2017 році, радарні спостереження показали, що він має два супутники розміром від 100 до 300 метрів.
У травні 2022 року астрономи з Університету Вашингтону протестували інноваційний алгоритм THOR (Tracklet-less Heliocentric Orbit Recovery), створений для пошуку нових астероїдів. Цей метод дає змогу виявляти астероїди навіть за мінімальною кількістю спостережень, що раніше було великою проблемою. Завдяки цьому алгоритму Міжнародний центр малих планет (MPC) підтвердив перші відкриття астероїдів, зроблені новим способом. Це дає змогу знаходити потенційно небезпечні астероїди задовго до їхнього наближення до Землі, що може суттєво підвищити рівень нашої безпеки.

## Розподіл за розміром

Відомі навколоземні астероїди за розмірами

### Оцінка розміру та маси
Для невеликої частини навколоземних астероїдів точний розмір можна визначити з високою точністю, іноді до 1 %. Це стало можливим завдяки радарним спостереженням, фотографіям поверхні астероїдів або астрономічним явищам, як-от покриття — коли астероїд проходить перед зорю і закриває її світло. Однак для більшості астероїдів їхній розмір лише оцінюється. Ці оцінки базуються на тому, як яскраво виглядає астероїд, і на припущеннях про те, як ефективно він відбиває світло — цей показник називається альбедо. Для більшості астероїдів зазвичай вважається, що їхнє альбедо становить 14 %. Але ці оцінки можуть бути досить неточними. Наприклад, альбедо може варіюватися від 5 до 30 %. Масу астероїда також складно точно визначити, оскільки для цього потрібно припускати певну щільність, яка теж може значно відрізнятися. Щоб оцінити діаметр астероїдів, астрономи використовують певні математичні зв'язки. Наприклад, абсолютна величина 17,75 відповідає астероїду з діаметром 1 км, а величина 22,0 — астероїду діаметром 140 м.
Точніші дані про розміри можна отримати, поєднуючи відбите світло і теплове інфрачервоне випромінювання, яке випромінює астероїд. Для цього використовується термальна модель астероїда, яка дозволяє оцінити як його діаметр, так і альбедо. Цей метод використовувався в місіях Wide-field Infrared Survey Explorer і NEOWISE. Однак ця методика викликала суперечки серед науковців. Деякі дослідження 2018 року критикували її, але інші підтримали, погоджуючись з результатами, отриманими за допомогою WISE.

### Статистичні оцінки та зміни у кількості
У 2023 році нове дослідження перевірило зв'язок між яскравістю астероїдів, їхнім альбедо та діаметром. Виявилось, що для багатьох астероїдів діаметром більше 1 км яскравість була дещо знижена. Також нові оцінки альбедо для малих астероїдів показали, що значення H = 23 найкраще відповідає астероїду діаметром 140 м.
У 2000 році НАСА скоригувало свою оцінку кількості навколоземних астероїдів, діаметром понад 1 км (або яскравіших за абсолютну величину 17,75), з 1000—2000 до 500—1000. Проте вже незабаром після цього огляд LINEAR запропонував альтернативну оцінку — 1,227 + 170 − 90 астероїдів. У 2011 році на основі даних місії NEOWISE було уточнено, що кількість астероїдів з діаметром понад 1 км становить 981 ± 19 (з яких 93 % вже було виявлено). Водночас кількість астероїдів з діаметром більше 140 м оцінили в 13 200 ± 1900. Ці оцінки відрізнялися від інших через те, що NEOWISE припустив трохи нижчий середній альбедо астероїдів. Це означало, що для того ж рівня яскравості ці астероїди виглядали б більшими. Наприклад, за цією методикою на той час було виявлено 911 астероїдів діаметром понад 1 км, у той час як за іншою методикою, яка враховувала вище альбедо, таких астероїдів було лише 830. У 2017 році два дослідження, застосувавши покращену статистичну методику, знизили оцінку кількості астероїдів, яскравість яких перевищує абсолютну величину 17,75, до 921 ± 20. Водночас кількість астероїдів більше 140 м була оцінена в 27 100 ± 2200, що вдвічі більше, ніж за оцінками NEOWISE, і близько четвертої частини з них вже було виявлено. Для астероїдів з яскравістю H = 25 (що відповідає діаметру 40 м) оцінка кількості становить 840 000 ± 23 000, з яких на лютий 2016 року було виявлено лише 1,3 %. Оцінка кількості астероїдів з яскравістю H = 30 (що відповідає діаметру понад 3,5 м) досягає 400 ± 100 мільйонів, але лише 0,003 % з них було виявлено до лютого 2016 року.
У вересні 2021 року було знову переглянуто оцінки щодо кількості навколоземних астероїдів діаметром понад 1 км. Використовуючи дані місії WISE та абсолютну яскравість, нижчу за 17,75, як орієнтир для визначення цього розміру, кількість таких астероїдів була трохи збільшена до 981 ± 19. На той час було виявлено 911 таких астероїдів. Проте оцінка кількості астероїдів з яскравістю, що відповідає абсолютній величині 22,0 (що є орієнтиром для діаметра 140 м), була знижена до менше ніж 20 000 астероїдів, з яких приблизно половина вже була виявлена. У 2023 році було проведено нове дослідження, яке переглянуло зв'язок між середньою абсолютною яскравістю, альбедо та діаметром астероїдів. Це дослідження підтвердило співвідношення між кількістю виявлених і загальною кількістю астероїдів різних розмірів, наведених у дослідженні 2021 року. Однак, змінивши орієнтир для діаметра 140 м на H = 23, було встановлено, що лише близько 44 % із 35 000 астероїдів, більших за цей розмір, були виявлені до кінця 2022 року. На січень 2024 року каталоги NEO все ще використовують H = 22 як орієнтир для астероїдів діаметром 140 м.
На 30 грудня 2024 року було зареєстровано 867 навколоземних астероїдів, з яких 152 є потенційно небезпечними астероїдами з діаметром не менше 1 км. Крім того, відомо 11 167 астероїдів з діаметром більше 140 м, серед яких 2465 є потенційно небезпечними. Найменший відомий навколоземний астероїд — 2015 FF415. Його абсолютна яскравість складає 34,34, що відповідає діаметру приблизно 0,5 м. Найбільший із таких об'єктів — 1036 Ганімед, з абсолютною яскравістю 9,18 і виміряними нерівномірними розмірами, що відповідають діаметру близько 38 км.

## Орбітальна класифікація
За характеристиками орбіт навколоземні астероїди поділяють на три основні групи: група Атона, група Аполлона та група Амура. Деякі з них перетинають земну орбіту і, таким чином, становлять потенційну загрозу для мешканців нашої планети, інші — не перетинають і загроза наразі відсутня, але внаслідок гравітаційних збурень можуть змінити свою орбіту і перетворитися на астероїди, які перетинають орбіту Землі. До навколоземних належать також нечисленні астероїди групи Атіри.

### Атіри
Невелика група з 14 відкритих станом на квітень 2014 року астероїдів, їхні орбіти повністю лежать всередині земної орбіти (Q ≤ 0,938 а. о.), тож вони не перетинають земну орбіту.

### Атонці
До атонців належать навколоземні астероїди, велика піввісь орбіти яких (a) менша за астрономічну одиницю, а відстань від Сонця у афелії (Q) — більша за 0,938 а. о. Астероїди цієї групи здебільшого перетинають земну орбіту поблизу своїх афеліїв. Відкрито 840 атонців(2014-05-25). .

### Аполлонці
Найчисельніша група навколоземних астероїдів (>54 %), станом на 25 травня 2014 відкрито 5 965 аполонців. До групи належать астероїди велика піввісь орбіти яких більша за 1 а. о., а відстань у перигелії менша за 1,017 а. о. Перший такий астероїд, 1862 Аполлон, який і дав назву групі, було відкрито Карлом Рейнмутом (нім. Karl Wilhelm Reinmuth) 1932 року. Практично всі представники групи перетинають орбіту Землі та періодично можуть зближуватися на відстань менше 0,05 а. о. (близько 7,5 млн км). Такі зближення називають «тісними» і вважають, що для цих астероїдів є ризик зіткнення із нашою планетою, тобто, вони потенційно небезпечні.

### Амурці
До амурців належать астероїди, для яких відстань від Сонця у перигелії більша за 1,017 а. о., але менша 1,3 а. о. Більшість астероїдів цієї групи не перетинають земної орбіти. Група отримала назву від 1221 Амура, хоча перший астероїд цієї групи — 433 Ерос — було відкрито ще у 19 сторіччі. Саме на Ерос У 1996 році здійснив посадку космічний апарат NEAR Shoemaker. Відкрито 4149 амурців(2014-05-25). .

## Коорбітальні астероїди
Більшість навколоземних астероїдів мають орбіти з більш високим ексцентриситетом, ніж орбіта Землі та інших великих планет. Це означає, що їхні орбіти можуть бути більш витягнутими, а їхні орбітальні площини можуть нахилятися на кілька градусів від площини орбіти Землі. Астероїди, орбіти яких за своїми характеристиками — ексцентриситетом, нахилом і великою піввіссю — схожі на орбіту Землі, групуються в групу Арджуни. Це група навколоземні астероїди, які мають орбітальну періодичність, що збігається з періодом обертання Землі навколо Сонця, або перебувають у коорбітальній орбіті. Це означає, що їхні орбіти знаходяться в орбітальному резонансі з Землею за відношенням 1:1, тобто ці астероїди обертаються навколо Сонця за той самий час, що і наша планета. Коорбітальні астероїди — це астероїди, орбіти яких знаходяться в особливих точках, де вони можуть стабільно обертатися навколо Сонця разом з планетами. Ці орбіти відносно стабільні, і в деяких випадках вони навіть можуть перешкоджати наближенню таких астероїдів до Землі.

### Троянці
У системі Сонця існують п'ять гравітаційних точок рівноваги, відомих як точки Лагранжа, де об'єкти можуть стабільно обертатися разом з планетою, утримуючи постійну позицію відносно неї. Дві з цих точок, розташовані на 60 градусів попереду та 60 градусів позаду планети по її орбіті (відповідно позначаються як L4 і L5), є стабільними. Це означає, що астероїд, який потрапить в одну з цих точок, залишатиметься там упродовж тисяч або навіть мільйонів років, незважаючи на незначний вплив інших планет чи не гравітаційних сил. Астероїди, які рухаються навколо точок L4 або L5, мають орбіти, схожі на форму пуголовка. На жовтень 2023 року Земля має два підтверджених троянці, які обертаються навколо точки L4 Землі: 2010 TK7 та (614689) 2020 XL5.

### Підковоподібна орбіта

Сонце·
Земля·
(419624) 2010 SO16

Навколо точок L4 і L5, де стабільно рухаються коорбітальні астероїди, існує також регіон стабільності, що включає орбіти для астероїдів, які обертаються навколо обох точок L4 і L5. Їх орбіти можуть нагадувати форму підкови або складатися з річних петель, що рухаються туди й назад, лібруючи в області, схожій на підкову. В обох випадках Сонце розташоване в центрі тяжіння цієї підкови, Земля перебуває в її проміжку, а точки L4 і L5 — в кінцях підкови. Серед коорбітальних астероїдів Землі є об'єкти з найбільш стабільними, а також найбільш нестабільними орбітами — це так звані підковоподібні орбіти. На жовтень 2023 року було відкрито принаймні 13 астероїдів в такою орбітою. Найбільш вивчений та найбільший з них — це 3753 Круїтні, діаметром близько 5 км. Ще один астероїд, (419624) 2010 SO16, має орбіту, яка також нагадує підкову, з періодом лібрації близько 350 років.

### Квазісупутники
Квазісупутники — це особливі коорбітальні астероїди, орбіти яких мають більшу ексцентриситетність, ніж у Землі, і рухаються таким чином, що їх орбіти синхронізовані з рухом нашої планети. Це означає, що хоча ці астероїди не є гравітаційно прив'язаними до Землі, з точки зору обертальної системи координат, що фіксується на Сонці та Землі, вони здаються такими, що рухаються навколо Землі в зворотному напрямку за рік. Вони обертаються навколо Сонця повільніше за Землю, і коли вони наближаються до Сонця, їх рух прискорюється, а коли віддаляються — уповільнюється. На жовтень 2023 року було відомо про шість астероїдів, що є квазісупутниками Землі. Найближчий до Землі квазісупутник — це 469219 Камооалева, орбіта якого стабільна вже майже століття. Вчені вважають, що цей астероїд є уламком Місяця, який був викинутий в результаті зіткнення з іншими об'єктами. Розрахунки орбіт показують, що багато квазісупутників і астероїдів з підковоподібною орбітою періодично змінюють свої орбіти, переміщаючись між орбітами квазісупутника та астероїдами з підковоподібною орбітою. Один із таких об'єктів, 2003 YN107, був спостережений у 2006 році, коли він переходив з орбіти квазісупутника на підковоподібну орбіту, і очікується, що він повернеться на свою попередню орбіту квазісупутника близько 2066 року. Ще один цікавий квазісупутник — це 2023 FW13, відкритий у 2023 році, хоча його можна було знайти ще в старих знімках з 2012 року. Цей астероїд має стабільну орбіту, яка зберігатиметься протягом близько 4000 років (від 100 року до н. е. до 3700 року н. е.).

### Тимчасові супутники

Анімація орбіти астероїда 2020 CD_{3} навколо Землі
·
·
Місяць
·
Земля

Деякі навколоземні астероїди можуть на певний час ставати природними супутниками Землі. Вони змінюють свою звичайну орбіту навколо Сонця та тимчасово потрапляють у зону тяжіння Землі, де роблять кілька обертів, перш ніж знову віддалитися. За розрахунками вчених, такі астероїди найчастіше захоплюються, коли пролітають поблизу точок L1 або L2 — це спеціальні гравітаційні зони між Землею і Сонцем, де сили тяжіння врівноважуються. Захоплення відбувається, коли Земля перебуває у крайніх точках своєї орбіти: найближче (перигелій) або найдальше (афелій) від Сонця. Однак ці міні-супутники не залишаються надовго — через вплив гравітації Місяця та Сонця їхні орбіти швидко змінюються, і вони повертаються на власний шлях навколо Сонця. Такі об'єкти не вважаються справжніми супутниками, як-от Місяць, тому що їхні орбіти нестабільні. Дослідження показують, що тимчасові супутники часто походять із групи астероїдів, які мають підковоподібну орбіту і можуть періодично повертатися до цієї ж групи. Вчені підрахували: на Земній орбіті майже завжди має бути хоча б один маленький тимчасовий супутник розміром близько 1 метра. Але через їхній малий розмір і слабку яскравість більшість таких об'єктів залишаються непоміченими. Станом на грудень 2024 року було зафіксовано п'ять тимчасових супутників Землі: 1991 VG, 2006 RH120, 2020 CD3, 2022 NX1, 2024 PT5. Окрім того, астероїд 2023 FY3 діаметром близько 5 м, за розрахунками, неодноразово переходив на тимчасову орбіту навколо Землі в минулому. Більше того, він ще не раз стане таким супутником у найближчі 10 000 років.

## Цікаво
УНІАН повідомила, що астрономи визнали безперспективним пошук потенційно небезпечних об'єктів (ПНО) за допомогою наземних обсерваторій. Про це свідчить статистика виявлення навколоземних об'єктів обсерваторією Голдстоун (пустеля Мохаве, штат Каліфорнія, США), радіотелескопом Грін-Бенк (штат Західна Вірджинія, США) і обсерваторії Аресібо (Пуерто-Рико). Констатовано недостатньо повне і несвоєчасне виявлення наземними засобами спостереження навколоземних об'єктів, зокрема ПНО. Половина астероїдів, які виявляють, мають діаметр приблизно 30 м. Отримані вченими дані вказують на необхідність підвищення чутливості при спостереженнях з наземних телескопів і надання більшої уваги стеженню за астероїдами з навколоземних супутників. Навіть якщо наземний телескоп визначить ПНО, часу для того, щоб встигнути відреагувати на його наближення, може бути замало. Підтвердженням цьому став астероїд 2023 NT1 шириною до 60 метрів, який 13 липня 2023 року пролетів на швидкості близько 86 тисяч кілометрів на годину повз Землю на меншій відстані, ніж відстань до Місяця та лишився непоміченим. Він був зафіксований лише через два дні телескопом у Південній Африці, який входить до системи телескопів ATLAS. Незабаром після цього, астероїд також потрапив до поля зору ще десятка телескопів, а доти — він був засвітлений сонячним світлом.